# Åbo IFK
Idrottsföreningen Kamraterna i Åbo (Åbo IFK, ÅIFK) är en idrottsförening i Åbo stad i landskapet Egentliga Finland i Finland. Föreningens huvudspråk är svenska. ÅIFK bedriver aktiv verksamhet i bowling (BF ÅIFK), fotboll, friidrott och handboll. 

## Historik
Idrottsföreningen Kamraterna i Åbo bildades 1908 och verksamheten har varit mångsidig. Föreningen har bland annat haft bandy, simning och skidlöpning på sitt program men det är främst inom fotboll, friidrott och handboll som klubben har rönt sina största framgångar. Okänt årtal genomfördes en omorganisation i föreningen som innebar att sektionerna omvandlades till grenföreningar, med Centralföreningen ÅIFK som paraplyförening. 

## Fotboll
FF ÅIFK har blivit finländska mästare i fotboll vid tre tillfällen, 1910, 1920 och 1924, samt cupmästare 1965.

## Friidrott
ÅIFK Friidrott är 339:e i den finländska friidrottens föreningsklassificering år 2008. ÅIFK Friidrott, är en mycket aktiv förening.

## Handboll
Handbollsföreningen HF ÅIFK:s herrlag har legat i högsta handbollsserien i Finland, sedan säsongen 1944/1945. För tillfället har ÅIFK inget damlag i någon av de nationella serierna. 